# Sandra Torres
Pour les articles homonymes, voir Sandra Torres (homonymie).
Sandra Torres Casanova, née le 5 octobre 1955 à Melchor de Mencos, est une femme politique guatémaltèque.
De 2008 à 2011, est elle Première dame du Guatemala en tant qu’épouse du président de la République Álvaro Colom. Elle dirige ensuite l'Union nationale de l'espérance (UNE), dont elle est à l'origine et qu'elle fait passer de la gauche au centre de l'échiquier politique.
Après n'avoir pu se présenter à l'élection présidentielle de 2011 bien qu'ayant divorcé de Colom pour ce faire, elle est sans succès candidate aux élections présidentielles de 2015 (32,6 % au second tour), de 2019 (42 % au second tour) et de de 2023 (39,1 % au second tour).

## Biographie

### Origines, formation et carrière
Sandra Julieta Torres Casanova est issue d'une famille engagée en politique. Sa mère, Teresa Casanova, est maire de Melchor de Mencos (département du Petén), tandis que son frère Luis Torres Casanova, nationaliste de gauche, est candidat à l'élection présidentielle guatémaltèque de 1995 (2,5 % des voix).
Diplômée des universités de San Carlos et Rafael Landívar, Sandra Torres travaille comme femme d'affaires dans le secteur de la confection.

### Débuts en politique

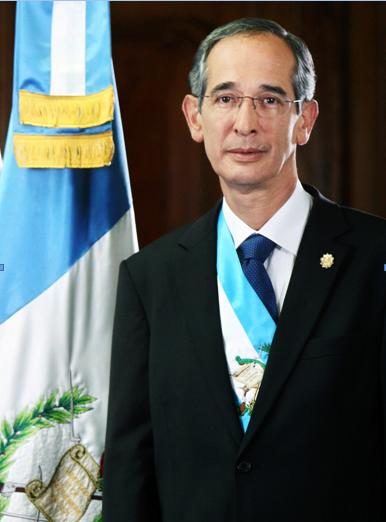
Le président Álvaro Colom, époux de Sandra Torres de 2003 à 2011.

En 2002, elle participe avec Álvaro Colom au lancement du parti social-démocrate Union nationale de l'espérance (UNE).

### Première dame du Guatemala
Mariée à Álvaro Colom à partir de 2003, elle devient Première dame quand son époux accède à la présidence de la République, en janvier 2008.
Bien que la Constitution ne lui accorde aucun pouvoir, elle exerce une influence dans les secteurs de l’éducation, de la santé et de la sécurité nationale.

### Candidature avortée à l'élection présidentielle de 2011
En mars 2011, elle divorce pour pouvoir briguer la succession de son mari, qui ne peut se représenter, à l'élection présidentielle de la même année, la loi prohibant qu'un conjoint puisse être candidat. Mais sa candidature est finalement rejetée par la Cour constitutionnelle en raison de leur parenté.
L'année suivante, elle devient secrétaire générale de l'UNE. Elle met alors l'accent sur développement social, mettant l'accent sur la défense des femmes, des enfants et des retraités.

### Candidate à l'élection présidentielle de 2015
Candidate à l'élection présidentielle de 2015, elle arrive en deuxième position du premier tour avec 19,8 % des suffrages exprimés, quatre points derrière l'acteur conservateur Jimmy Morales. Elle est battue au second tour avec 32,6 % des voix, contre 67,4 % à son adversaire de droite.

### Candidate à l’élection présidentielle de 2019

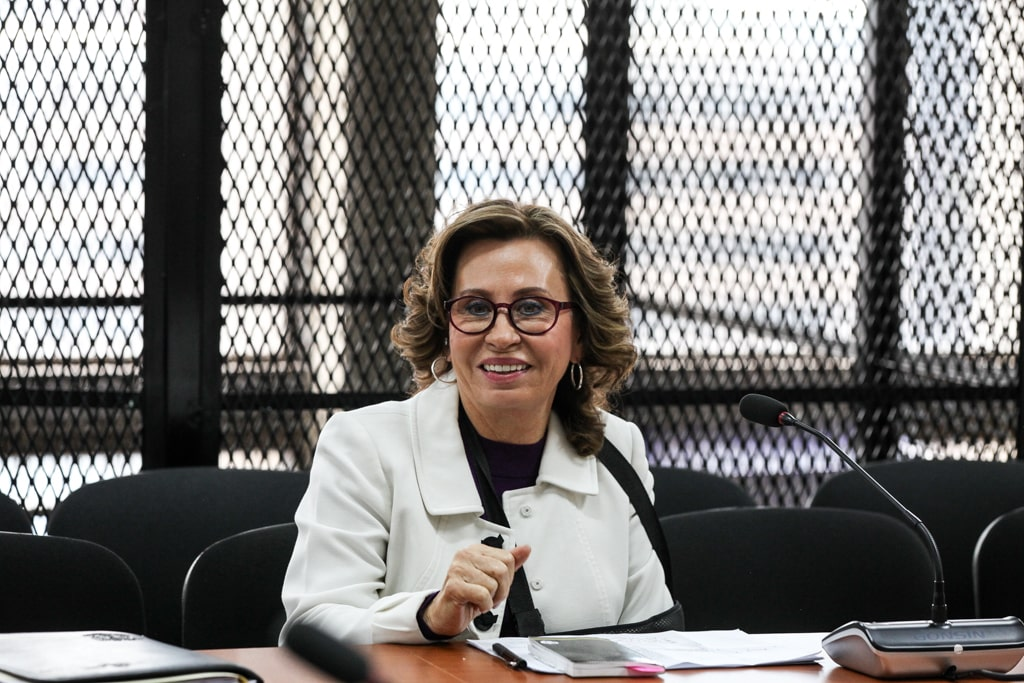
Sandra Torres en 2020.

À nouveau candidate à l'élection présidentielle en 2019, elle arrive en tête du premier tour avec 25,4 % des voix, douze points devant le conservateur Alejandro Giammattei. Elle fait alors figure de favorite pour le second tour. Mais elle est finalement largement battue, obtenant 42 % des voix.

### Candidate à l'élection présidentielle de 2023
En 2023, Sandra Torres brigue pour la troisième fois la présidence de la République. Tout en continuant à se définir comme sociale-démocrate, elle est désormais classée par les analystes au centre droit de l'échiquier politique, tentant de rallier à elle l'importante population conservatrice du pays.
Comme quatre ans auparavant, elle arrive en tête du premier tour, mais avec un score plus faible (20,9 %), dans un contexte de fort taux de votes nuls ou blancs alors que plusieurs favoris ont été disqualifiés par la justice. Au second tour, elle affronte Bernardo Arévalo, candidat de centre gauche et figure de la lutte contre la corruption qui l'emporte avec 60,9 % des voix. Selon Marianne, Sandra Torres a notamment souffert de son image de « figure du système, connue pour ses liens avec l'oligarchie et les narcotrafiquants ». Elle est notamment critiquée pour avoir déclarée au cours de sa campagne que « l'ignorance est la richesse culturelle de notre peuple ».

## Sources
- (en) Cet article est partiellement ou en totalité issu de l’article de Wikipédia en anglais intitulé « Sandra Torres (politician) » (voir la liste des auteurs).